# Nicoleta Daniela Șofronie
Nicoleta Daniela "Dana" Șofronie (ur. 12 lutego 1988) – rumuńska gimnastyczka, dwukrotna medalistka olimpijska z Aten.
Igrzyska w 2004 były jej jedyną olimpiadą. Triumfowała w drużynie oraz była druga w ćwiczeniach wolnych. W 2004 sięgnęła po dwa medale mistrzostw Europy: złoto w drużynie i srebro w wieloboju.